# Henny Weering

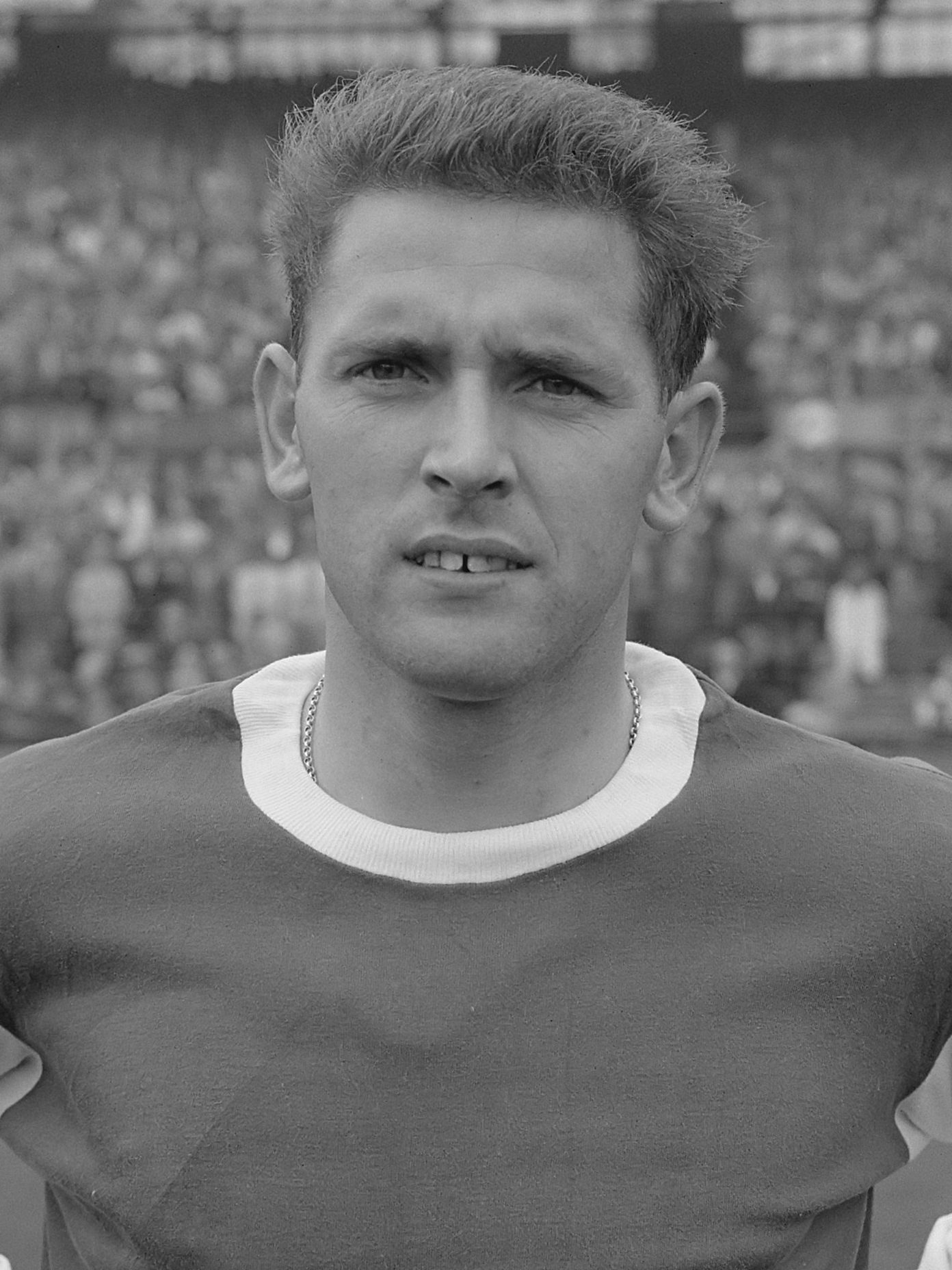
Henny Weering (1965)

Henny Weering (Coevorden, 5 november 1941) is een voormalig Nederlands voetballer. Hij speelde voornamelijk als rechtsbuiten en kwam onder meer uit voor GVAV, Feijenoord en SC Cambuur.
Weering groeide op in het dorp Steenwijksmoer. Hij speelde voor de lokale voetbalclub VV Protos in de onderafdeling. In 1960 werd hij aldaar weggeplukt door eerstedivisionist Leeuwarden. In 1962 verkaste hij samen met Pier Alma naar GVAV in Groningen, dat uitkwam in de Eredivisie. In het seizoen 1964/65 maakte hij de overstap naar Sportclub Enschede.. Een seizoen later tekende Weering een contract bij Feijenoord. Met deze ploeg kwam hij in september 1965 uit in de Europacup I tegen Real Madrid. Na een thuisoverwinning van 2–1 werd Feijenoord in het Madrileense Bernabéustadion met 5-0 verslagen.
Na één jaar Feijenoord keerde Weering in 1966 terug naar Leeuwarden, waar SC Cambuur inmiddels als betaaldvoetbalclub in de plaats was gekomen van  Leeuwarden. In 1971 beëindigde hij zijn loopbaan, waarna hij zich toelegde op het bedrijf in caravans dat hij bezat samen met zijn broers. Tot zijn 48e kwam hij uit voor het eerste elftal van amateurvereniging VV Bergum. Hij was vanaf 1976 te zien in de Mini-voetbalshow in het team Noord-Nederland. In de jaren tachtig was Weering bestuurslid Technische Zaken bij Cambuur. Later was hij bestuurslid bij FC Emmen.